# Verdrag van Windsor (1175)
Het Verdrag van Windsor was een territoriaal verdrag dat in 1175 in Windsor gesloten werd tussen Hendrik II van Engeland en de hoge koning van Ierland Rory O'Connor. In het verdrag werd bepaald dat Rory O'Connor een koninkrijk overhield dat bestond uit het gedeelte van Ierland buiten het koninkrijk Leinster, Dublin en Waterford. Tevens moest de Ierse koning trouw zweren aan de Engelse koning en schatting aan hem betalen.
De Ierse koning was niet in staat om de Normandische ridders van land te voorzien. Dit leidde in 1177 tot aanvallen op Munster en Dál Fiatach. In datzelfde jaar benoemde Hendrik II zijn zoon Jan tot heer van Ierland.